# Gostila
Gostila – wieś w Rumunii, w okręgu Sălaj, w gminie Poiana Blenchii. W 2011 roku liczyła 424 mieszkańców.